# Pegomya nigrispiraculi
Pegomya nigrispiraculi är en tvåvingeart som beskrevs av Fan 1993. Pegomya nigrispiraculi ingår i släktet Pegomya och familjen blomsterflugor.
Artens utbredningsområde är Yunnan (Kina). Inga underarter finns listade i Catalogue of Life.